# Canariomys bravoi
Canariomys bravoi là một loài động vật gặm nhấm đặc hữu của đảo Tenerife (quần đảo Canary, Tây Ban Nha), đã tuyệt chủng.
Các hóa thạch của loài này được tìm thấy hầu như khắp đảo, đặc biệt là trong các hang động và miệng núi lửa, thường có xu hướng xuất hiện cùng với phần còn lại của các loài khác, chẳng hạn như thằn lằn khổng lồ (Lacerta maxima và Lacerta goliath). Hóa thạch của nó có từ các thế Pliocen và Pleistocen, mặc dù một số cá thể cũng thuộc Holocen. Các hóa thạch đầu tiên được tìm thấy bởi nhà tự nhiên học Telesforo Bravo, tên ông được dùng để đặt tên cho loài này.
Hộp sọ của nó dài đến 7 inch, vì thế nó có thể đã đạt đến kích thước của một con thỏ, làm cho nó là to lớn hơn hầu hết thành viên khác trong cùng họ và khá lớn so với các loài chuột khác ở châu Âu. Kích thước khác thường của chúng chủ yếu là do chế độ ăn chay không thân thảo, thích ứng với chế độ ăn khác nhau, nhưng đặc biệt là do sự cô lập của hòn đảo.
Canariomys bravoi, giống như các loài bản địa khác của quần đảo, đã bị tuyệt chủng do hoạt động săn bắt của con người, hoặc do tác động của các động vật khác được du nhập vào đảo có thể cạnh tranh, săn bắt chúng hoặc truyền bệnh cho chúng. Hiện nay, Bảo tàng Thiên nhiên và con người ở Santa Cruz de Tenerife trưng bày hộp sọ và các xương hóa thạch của loài chuột này, cũng như các bản điêu khắc tái tạo trung thực hình ảnh của nó.